# 格利博克 (韃靼布納雷區)
45°43′45″N 29°36′34″E / 45.72917°N 29.60944°E

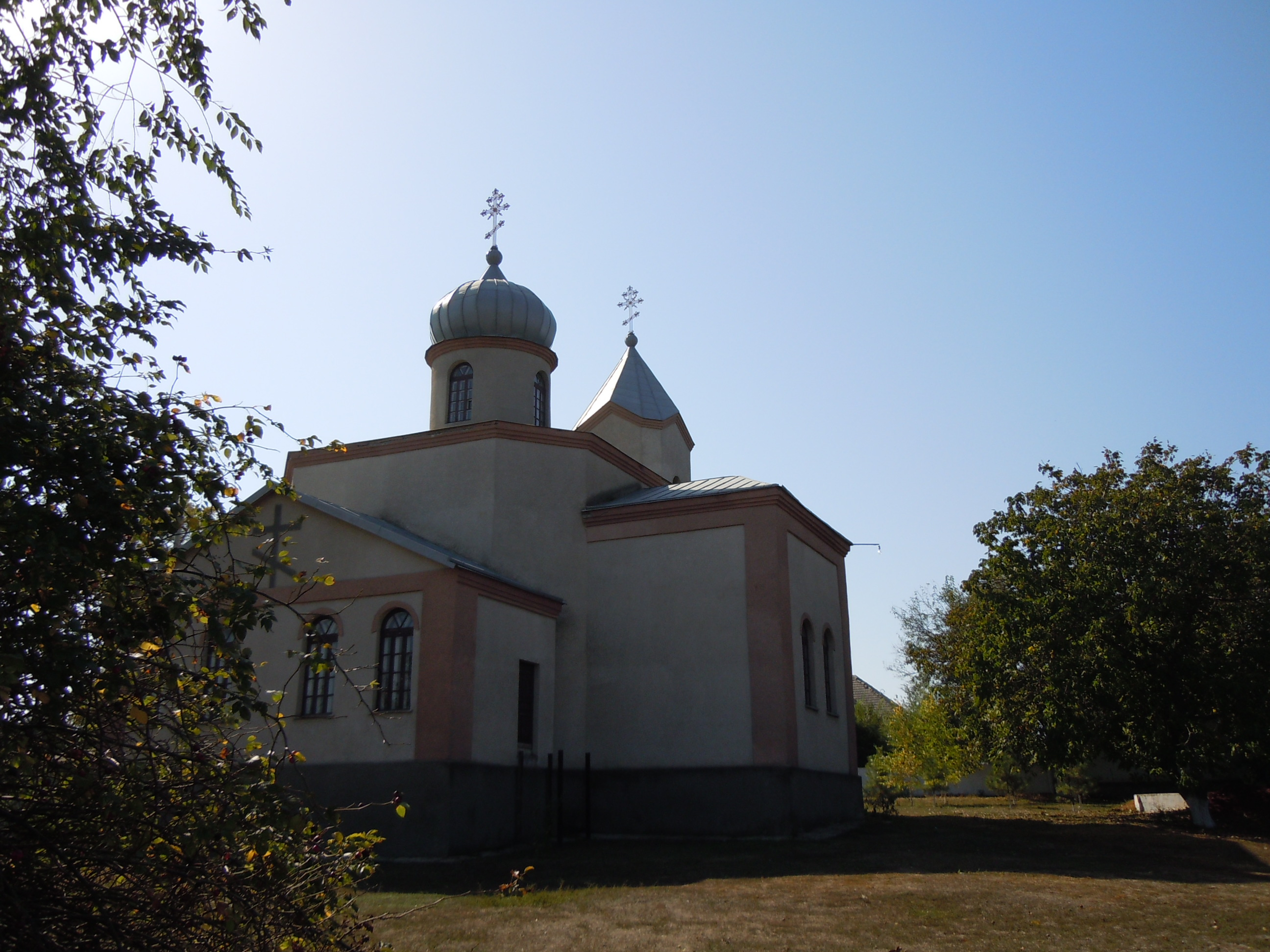

赫利博凱（烏克蘭語：Глибоке）是位於烏克蘭西南部的村莊，由敖德萨州裡比爾霍羅德-德涅斯特羅夫斯基區的韃靼布納雷市鎮負責管轄。該村始建於1822年，面積1.57平方公里，海拔高度4米，2001年人口1,232，人口密度每平方公里784.71人。